# Nudochernes gracilimanus
Espèce
Nudochernes gracilimanus est une espèce de pseudoscorpions de la famille des Chernetidae.

## Distribution
Cette espèce est endémique du Kenya. Elle se rencontre sur le mont Kenya.

## Description
Les mâles mesurent de 2,5 à 2,9 mm et les femelles de 2,9 à 3,3 mm.

## Publication originale
- Mahnert, 1982 : Die Pseudoskorpione (Arachnida) Kenyas V. Chernetidae. Revue Suisse de Zoologie, vol. 89, no 3/4, p. 691-712 (texte intégral).